# グリモアルド1世
グリモアルド1世（Grimoald I, 615年頃 - 661/2年）は、ピピン家出身のアウストラシア王国宮宰（在位：643年 - 661/2年）。宮宰ピピン1世の息子。

## 生涯
グリモアルドはアウストラシア宮宰となったのち、アウストラシアの政治の実権を握っていた。アウストラシア王シギベルト3世は、当初男子後継者をもたなかったため、グリモアルドは自らの子グリモアルドをキルデベルトと改名し、シギベルト3世の養子とした。しかしその後、シギベルト3世には実子ダゴベルト2世が生まれた。656年、シギベルト3世が死去したが、グリモアルドはネウストリア王国の了承のもと、王の実子ダゴベルト2世をアイルランドの修道院に追放し、自らの子キルデベルトをアウストラシア王位につけた。しかし、このクーデター成功後にアウストラシアはネウストリアの従属下に置くという約束を果たさなかったため、661/2年にグリモアルドはパリでネウストリア王国の一派により暗殺され、キルデベルト王も662年に死去し、ピピン家による王位継承の野望はこの時は潰えた。アウストラシア宮宰の地位は姉妹ベッガの子ピピン2世が後に継承した。